# John Gargan (cầu thủ bóng đá)
John Gargan (6 tháng 6 năm 1928 – 4 tháng 2 năm 2007) là một cầu thủ bóng đá người Anh thi đấu ở vị trí half-back ở Football League cho York City, và ở bóng đá non-league cho Cliftonville.